# Thamnotettix seclusus
Thamnotettix seclusus är en insektsart som beskrevs av Rauno E. Linnavuori 1958. Thamnotettix seclusus ingår i släktet Thamnotettix och familjen dvärgstritar. Inga underarter finns listade i Catalogue of Life.